# Ana Caroline Nogueira Corrêa
Ana Caroline Nogueira Corrêa, mais conhecida como Carol Nogueira (Duque de Caxias, 3 de novembro de 1992), é uma futebolista brasileira que atua como Atacante. Atualmente defende o Corinthians.

## Carreira
Iniciou sua carreira profissional em 2008 no CEPE-Caxias, time de sua cidade natal, onde disputou o Campeonato Carioca daquele ano. Foi convocada para o Copa do Mundo de Futebol Feminino Sub-17 de 2008, disputou um jogo mas não marcou gols e foi eliminada com o Brasil ainda na primeira fase.
Em 2009, atuou pelo Duque de Caxias, em parceria com seu antigo clube. Com o Duque, chegou na final do Campeonato Carioca, mas foi derrotada pelo Volta Redonda. Na Copa do Brasil, Carol e sua equipe chegaram até às quartas de final, onde foram eliminadas pelo Botucatu.
Em 2010, Carol ajudou o Duque de Caxias na campanha do Campeonato Carioca, que terminou com o Duque de Caxias na segunda colocação. Na disputa da Copa do Brasil, a equipe de Carol foi campeã da competição ao derrotar o Foz do Iguaçu, sendo esse o primeiro título de Carol com a equipe.
Em 2011, Carol conquistou o Campeonato Carioca contra o Vasco de forma invicta, sendo esse seu segundo título pelo Duque de Caxias. Na Copa do Brasil, o Duque de Caxias de Carol defendia o título, mas foi eliminado ainda na primeira fase com uma goleada pelo Rio Preto. Na disputa da Libertadores, a equipe de Carol foi eliminada ainda na primeira fase.
Em 2012, o Duque de Caxias de Carol voltou a ser eliminado na primeira fase, desta vez para o Centro Olímpico. No Campeonato Carioca, Carol foi vice com o Duque de Caxias ao perder a final contra o Vasco.
Em 2013, Carol disputou novamente a Copa do Brasil com o Duque de Caxias, tendo a equipe sido eliminada pelo São José nas quartas de final. Na primeira edição do Campeonato Brasileiro de Futebol Feminino, o Duque de Caxias de Carol foi eliminado ainda na primeira fase. Carol foi destaque ao marcar três gols em três jogos. No Campeonato Carioca, Carol foi vice novamente com Duque de Caxias, perdendo outra vez a final para o Vasco.
Em 2014, a equipe de Carol marcou dois gols na Copa do Brasil, ajudando o Duque de Caxias na disputa, mas a equipe foi eliminada nas oitavas de final da  pela equipe do Picos do Piauí. No Campeonato Brasileiro, Carol deixou sua marca cinco vezes, ajudando suas companheiras a avançarem pela primeira fase, mas foram eliminadas na fase seguinte. Na disputa do Campeonato Carioca, o Duque de Caxias de Carol chegou até a final, onde perdeu o título para o Botafogo. Após o carioca, Carol deixou o Duque de Caxias após sete temporadas.
Em 2015, Carol assinou com o Estrela Real do Tocantins, que disputou a Copa do Brasil e eliminou na primeira fase a equipe do Aliança de Goiás. Na segunda fase da competição, o Estrela foi eliminado pelo Rio Preto. Carol disputou as três partidas do Estrela Real na competição, mas não marcou gols. Após a eliminação com a equipe tocantinense, Carol retornou para o Duque de Caxias, onde jogou uma partida no Campeonato Brasileiro, na derrota por 6x1 para a equipe da Portuguesa, tendo ela marcado o gol de honra das visitantes. Disputou ainda o Campeonato Carioca, mas o o Duque de Caxias não passou da primeira fase da competição.
Em 2016, Carol disputou três das quatro partidas realizadas pelo Duque de Caxias no Campeonato Brasileiro, marcou um gol e sua equipe foi eliminada ainda na primeira fase. No Campeonato Carioca, o time de Carol foi eliminado mais uma vez na primeira fase da competição.
Em 2017, Carol assinou com o XV de Piracicaba, onde disputou o Campeonato Paulista pela equipe, no entanto, pouco atuou durante a passagem pelo clube, que foi eliminado ainda na primeira fase. Após o fim do estadual, Carol se transferiu para o América Mineiro.
2018 foi o ano mais goleador da carreira de Carol. Iniciou a temporada no América Mineiro, foi campeã da copa BH de futebol feminino, disputou uma partida da competição e marcou três gols. No Campeonato Brasileiro Série A2, disputou sete jogos e marcou sete gols, e devido ao seu grande destaque pela equipe de Minas Gerais, se transferiu para o Rio Preto antes mesmo do término da segunda divisão do brasileiro pelo América. Na equipe Paulista, disputou 20 partidas e marcou 13 gols entre Campeonato Brasileiro e Campeonato Paulista, ajudando a equipe do Rio preto a chegar até às semifinais do Paulista, onde perdeu para o Santos, e na final do brasileiro, perdendo o título para o Corinthians. Após o fim do brasileiro, Carol deixou o Rio Preto e retornou para o futebol mineiro para defender o Ipatinga, por lá, disputou três jogos e marcou quatro gols, ajudando a equipe a chegar na final do estadual, vencido pelo América Mineiro, seu antigo clube. Durante o ano de 2018, Carol jogou 30 partidas e marcou 27 gols.
Devido ao grande ano que fez em 2018, no ano de 2019, Carol assinou com o Maccabi Kiryat Gat de Israel, no entanto, não teve grande destaque na equipe e retornou ao Brasil para defender o Avaí/Kindermann. Pela equipe catarinense, Carol chegou até às semifinais do Campeonato Brasileiro, sendo sua equipe eliminada pela Ferroviária. Na disputa do Campeonato Catarinense, o Avaí/Kindermann de Carol foi campeão invicto da competição, Carol foi um dos destaques do time, jogou todas as seis partidas e marcou cinco gols.
Em 2020, Carol assinou pelo São Paulo, que disputou o Campeonato Brasileiro e foi eliminado pelo Avaí/Kindermann (antiga equipe de Carol) nas semifinais. No Campeonato Paulista, o São Paulo de Carol foi eliminado nas quartas de final pelo Red Bull Bragantino. Na Copa Paulista, a equipe de Carol chegou até a final, mas perdeu o título para o Santos. Ao todo, Carol disputou 26 jogos e marcou 8 gols em 2020.
Em 2021, Carol jogou 16 das 17 partidas do São Paulo no Campeonato Brasileiro, marcou quatro gols e ajudou a equipe a chegar nas quartas de final, quando foram eliminadas pelo Internacional. No Campeonato Paulista, Carol jogou 11 partidas e marcou seis gols, ajudando o São Paulo a chegar na final da competição, que foi vencida pelo Corinthians.
Em 2022 Carol pouco atuou pelo São Paulo, no Campeonato Brasileiro foram apenas três partidas onde não marcou gols, sua equipe chegou até às semifinais e perdeu a vaga na final para o Internacional. Já no Campeonato Paulista, Carol disputou oito jogos e marcou dois gols e o São Paulo foi eliminado nas semifinais pelo Santos. Após três anos, Carol deixou o São Paulo sem conquistar títulos.
Em 2023, foi contratada pelo Corinthians, sendo campeã em sua primeira competição pelo clube, da Supercopa do Brasil contra o Flamengo. No Campeonato Brasileiro, o Corinthians de Carol foi campeão após vencer a Ferroviária na final da competição. o Corinthians também foi campeão da Libertadores após derrotar o Palmeiras. no entanto, Carol não estava inscrita com o grupo campeão da competição. No Campeonato Paulista, Carol marcou cinco gols em dez partidas disputadas, ajudando o Corinthians a chegar até a final da competição, onde disputou a final contra o São Paulo e (em atualização...)

## Títulos
Duque de Caxias
- Copa do Brasil: 2010
- Campeonato Carioca: 2011

América Mineiro
- Copa BH de Futebol Feminino: 2018

Avaí/Kindermann
- Campeonato Catarinense de Futebol Feminino: 2019

Corinthians
- Supercopa do Brasil: 2023
- Campeonato Brasileiro: 2023

Individual
- Bola de Prata: Seleção 2021